# Gawler Ranges
Die Gawler Ranges, eine Berglandschaft Australiens, liegen im Gawler-Ranges-Nationalpark in South Australia 350 km nordwestlich von Adelaide.

## Tektonik
Es handelt sich um eine der ältesten vulkanischen Landschaften der Erde, die, zum Gawler-Kraton zählend, vor rund 1,5 Milliarden Jahren entstand. Die Berge und Täler erstrecken sich 160 Kilometer ostwestlich im Norden der Eyre Peninsula bis südlich des Lake Gairdner. Der höchste Berg ist der Mount Bluff mit 475 Metern. Das Bergland wurde 1839 von Edward John Eyre auf seiner ersten Expedition entdeckt und nach George Gawler (1795–1869), dem zweiten Gouverneur von Südaustralien benannt.

## Berge
Die höchsten Berge der Gawler Range sind der Nukey Bluff (457 m), Mount Fairview (452 m), Paney Hill (449 m), Eureka Bluff (431 m), Mount Double (428 m), Scrubby Peak (428 m), Conical Hill (424 m), Polturkinna Hill (409 m), Kododo Hill (402 m), Mount Sturt (392 m) und Mount Centre (387 m). Die Berge bestehen aus Granit und Basalt. Teilweise sind die Basaltvorkommen säulenförmig ausgebildet. Die Landschaft ist durch semiaride Vegetation mit Buschland, Sanddünen und felsige Berge und mit der hierfür typischen Flora und Fauna gekennzeichnet. Im Osten, in den sogenannten Middleback Ranges, wird seit dem frühen 20. Jahrhundert Eisenerz gewonnen.

## Parks
Im Gebiet der Gawler Ranges befindet sich
- der Gawler-Ranges-Nationalpark und
- der Pinkawillinie-Conservation-Park.

In diesem Berggebiet befinden sich bedeutsame Kulturstätten der Aborigines, die Yantanabie Historic Reserve und das Yardea National Estate, ein Platz mit Zeichen der Ureinwohner Australiens auf Porphyr.